# Cameraria saliciphaga
Cameraria saliciphaga är en fjärilsart som först beskrevs av Kuznetzov 1975.  Cameraria saliciphaga ingår i släktet Cameraria och familjen styltmalar.
Artens utbredningsområde är:
- Turkmenistan.
- Uzbekistan.

Inga underarter finns listade i Catalogue of Life.